# فلسطيننا (مجلة)
فلسطيننا نداء الحياة أو ببساطة فلسطيننا كانت مجلة سياسية وهي أول مطبوعة لحركة فتح. كانت متداولة بين عامي 1959 و1968. أُسِّسَت المجلة على يد ياسر عرفات وخليل الوزير.

## التاريخ والملف الشخصي
تأسست مجلة فلسطيننا في عام 1959، وظهر عددها الأول في تشرين الثاني من ذلك العام. كان مؤسسو المجلة شخصيتين فلسطينيتين بارزتين هما ياسر عرفات وخليل الوزير. وكانت المجلة هي الوسيلة الإعلامية الرسمية لجماعة فتح، وقد عُبِّر عن اسم فتح لأول مرة في المجلة.
كانت مجلة فلسطيننا مجلة شهرية مكونة من ثلاثين صفحة وكان مقرها الرئيس في بيروت، بلبنان. ولم يذكر عنوان المجلة أسماء المحررين والمساهمين، كما تم ذكر صندوق بريد كعنوان لها. ومع ذلك، لم تكن مطبوعة سرية بل كانت تُباع علنًا، ولكن لم يكن لديها ترخيص.
وكان محررو مجلة فلسطيننا هم الوزير وتوفيق خوري الذي كان أيضًا ناشر المجلة. وكان خوري عضوًا في جمعية عباد الرحمن اللبنانية التي ساهمت في تأسيس المجلة. بالإضافة إلى ذلك، كان عضوًا في جماعة الإخوان المسلمين في لبنان. وفي مذكراته، ذكر إبراهيم غوشة، العضو السابق في جماعة الإخوان المسلمين والمتحدث السابق باسم حماس، أنه في ذلك الوقت لم يكن هناك اختلاف في الرأي بينهم وأن المجلة كانت مدعومة ماليًّا من أعضاء جماعة الإخوان المسلمين المنفيين في الكويت. وأضاف أيضًا أن خليل الوزير كان من بين أعضاء جماعة الإخوان المسلمين.
كان توزيع صحيفة فلسطيننا منخفضًا جدًا في المرحلة الأولية، ولم تحتوِ على أي إعلانات. تم توزيع المجلة في الدول العربية، لكن توزيعها كان محدودًا في مصر وسوريا اللتين كانتا تطبقان سياسة رقابية صارمة. وقد تم حظرها رسميًا في الدول العربية في منتصف سبعينيات القرن العشرين، ثم تم توزيعها سرًا في هذه الدول. ونتيجة لذلك تم توزيع المجلة بشكل رئيس في الدول الأوروبية، بما في ذلك ألمانيا الغربية.
ولم تلاحظ السلطات الإسرائيلية وجود فلسطيننا إلا في منتصف عام 1964. توقفت المجلة عن النشر في عام 1968. وقد أصدرت ما مجموعه أربعين إصدارًا خلال فترة عرضها.

## الأهداف والمحتوى
أعلن شعار «فلسطيننا» أن «الثورة الشعبية المسلحة بعيدة المدى هي الطريق الوحيد لتحرير فلسطين»، وأردفت بأنه طريق صعب ولكنه الخيار الوحيد في ظل قوة تمددية استعمارية غربية. وكان هدفها الرئيس عرض وكشف آراء ومواقف حركة فتح السياسية منذ انطلاقتها عام 1959 حتى عام 1964. ولعبت دورًا هامًّا في تجنيد أعضاء فتح من العالم العربي وتسهيل التفاعل بين أعضاء فتح والفلسطينيين الذين يعيشون في مناطق مختلفة. ويقول موشيه شيمش، الكاتب الإسرائيلي وضابط المخابرات السابق، إن فلسطيننا حققت هذه الأهداف. وقد استخدمت المجلة لغة دينية مسلمة ومسيحية لجذب انتباه اللاجئين الفلسطينيين في غزة الذين جاءوا من خلفيات ريفية ومحافظة.
نُشر برنامج فتح في صحيفة فلسطيننا في تشرين الثاني 1959، وركز على القومية الفلسطينية كحل للأزمة الفلسطينية. وقد أوضحت المقالات في المجلة أن الشعب الفلسطيني وليس الدول العربية هو السلطة التمثيلية الوحيدة في هذه الأزمة. وكان سبب هذا الادعاء هو فشل الجيوش العربية في استعادة فلسطين. ومع ذلك، وكما ذكر هاني الحسن، فإن هذه الكتابات المبكرة كانت تفتقر إلى إطار نظري راسخ. على سبيل المثال، لم تظهر أي إشارة ملموسة مُوجهة للفلسطينيين إلا في العدد الرابع. أصبحت إشارات المجلة إلى المصطلح أكثر تكرارًا وتفصيلًا منذ هذا العدد، وبدأت تركيزها عليهم. وكانت الرسالة المهمة الأخرى التي قدمتها المجلة هي أن الحركة الوطنية الفلسطينية يجب أن تكون مستعدة لنضال مسلح طويل الأمد مثل النضال الجزائري والفيتنامي والذي يجب أن يدعمه العرب والحركات المماثلة الأخرى في بلدان العالم الثالث المحتل.
في كل عدد أطلقت صحيفة فلسطيننا على قراءها لقب أبناء النكبة، تذكيرًا بوحشية إسرائيل وأنها قد تعيد هذه المجزرة في أي لحظة. احتوت المجلة على الأقسام التالية التي كانت كلها حول الأحداث المتعلقة بفلسطين: الافتتاحيات، والتقارير، والقصائد، والرسائل والشعارات. وكان هناك عمود منتظم في المجلة بعنوان رأينا وكان كاتبه مجهولًا، لكن ديفيد هيرست زعم أن هذا العمود كتبه خليل الوزير. نشر ياسر عرفات مقالات في صحيفة فلسطيننا موجهة إلى اللاجئين الفلسطينيين والشتات الفلسطيني.
تضمنت مجلة فلسطيننا العديد من الآراء غير المتعاطفة مع حكام الأردن، أعضاء الأسرة الهاشمية منذ ستينيات القرن العشرين. وتضمنت المجلة مقالات عن العديد من المجازر التي نفذتها القوات الإسرائيلية ضد الفلسطينيين مثل مذبحة دير ياسين عام 1948 ومذبحة قبية عام 1953. إلا أنها لم تذكر مذبحة كفر قاسم التي وقعت عام 1956. في عدد أيلول 1964، ردت صحيفة فلسطيننا على ملاحظة إسرائيلية كُتبَت لمسلمي وعرب الشرق الأوسط: «أنا هنا بالسيف»، فكان رد الصحيفة إكمالًا على النحو التالي: «[أنا هنا بالسيف] وبالسيف فقط ستُطرد إسرائيل.»